# Graue Spätsommer-Bodeneule

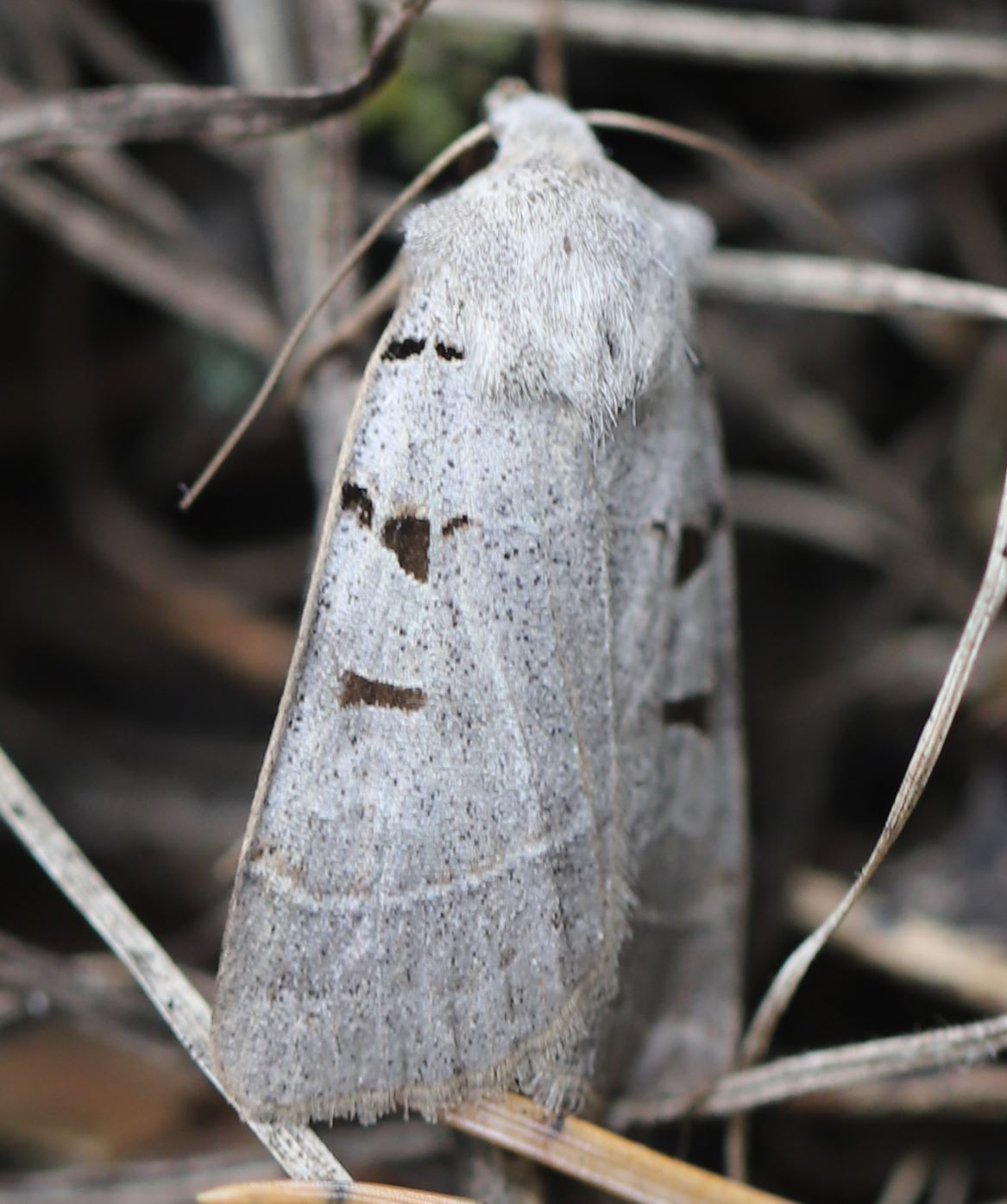
Falter Mitte Oktober am Waldrand am Boden

Die Graue Spätsommer-Bodeneule (Eugnorisma glareosum, Syn.: Eugnorisma glareosa, Paradiarsia glareosa), auch Aschgraue Habichtskraut-Erdeule, Atlantische Heide-Bodeneule, Atlantische Heide-Blüteneule oder Heide-Bodeneule genannt, ist ein Schmetterling (Nachtfalter) aus der Familie der Eulenfalter (Noctuidae).

## Merkmale
Die Falter erreichen eine Flügelspannweite von 30 bis 38 Millimetern. Kopf und Brust sind hellgrau gefärbt. Die Grundfarbe der Vorderflügel variiert sehr stark, von hellgrau, über rötlich bis schwarzgrau. In Dänemark, Norddeutschland, den Niederlanden und in Schottland tritt eine gewöhnlich seltene, erbliche Form mit schwarzgrau verdunkelter Grundfarbe auf, die in insulär isolierter Lage häufiger sein kann (Auf einer der Shetland-Inseln macht sie 97 % der Population aus). Äußere und innere Querlinie sind weißlichgrau, schwach dunkler gerandet, die Wellenlinie ist weißlichgrau, der Raum zwischen ihr und der äußeren Querlinie oft dunkler angelegt, vor allem am Vorderrand. Die basale Querlinie besteht aus zwei oder mehr schwarzen Flecken. Ring- und Nierenmakel sind schwach hell gerandet, aber sonst wie die Grundfarbe gefärbt. Der Raum zwischen den Makeln sowie zwischen Ringmakel und innerer Querlinie ist schwarz ausgefüllt, wobei Ausdehnung und Abgrenzung dieser schwarzen Zeichnungen variieren können. Die Hinterflügel sind weißlich, zum Saum hin oft grau verdunkelt, besonders bei den Weibchen. Die Adern sind ebenfalls oft grau.
Die Raupen sind gelblich, bräunlich bis rotbraun mit drei hellen, dunkel eingerahmten Rückenlinien und dunklen Punkten. Die Rückenlinien können aber auch nahezu fehlen. Die gelblichen bis grünlichen Seitenstreifen sind deutlich begrenzt. Der Kopf ist hellbraun mit zwei schwarzen Längsstreifen.
Die gedrungene Puppe ist rotbraun mit dunkleren Segmenteinschnitten. Der kleine kegelförmige Kremaster trägt zwei kurze Dornen.

## Geographische Verbreitung und Lebensraum
Eugnorisma glareosum ist eine Art mit atlanto-mediterraner Verbreitung, die von Marokko über die Iberische Halbinsel, West- und Zentraleuropa bis zu den Britischen Inseln, Südnorwegen, Südschweden, Polen und Estland vorkommt. Sie hat ihr Areal im letzten Jahrhundert nach Osten ausgedehnt.
Sie besiedelt offene, gern sandige Lebensräume wie Heiden und lichte Kiefernwälder, aber auch Küstenlandschaften und Felshabitate.
Die Art ist ein empfindlicher Bioindikator für ungestörte xerothermophile Biozönosen.

## Lebensweise
Die Art bildet eine Generation im Jahr, deren Falter von August bis September, im Süden des Verbreitungsgebietes im Oktober fliegen. Die Falter werden von künstlichen Lichtquellen angelockt. Sie besuchen Blüten und kommen zum Köder. Die Raupen erscheinen im Oktober und überwintern bereits in einem sehr frühen Raupenstadium. Ab Februar/März des nächsten Jahres werden sie wieder aktiv. Sie fressen Rispengräser (Poa), Besenheide (Calluna), Heidekraut (Erica), Ampfer (Rumex),  Labkräuter (Galium), Habichtskräuter (Hieracium), Wegeriche (Plantago), Besenginster (Sarothamnus scoparius), Faulbaum (Frangula aInus), Gewöhnliche Hundszunge (Cynoglossum officinale) und Wiesensalbei (Salvia pratensis) sowie andere krautige Pflanzen. Sie ruhen tagsüber versteckt in der Krautschicht und fressen nachts, wobei sie z. T. bis in Meterhöhe an den Nahrungspflanzen hoch klettern. Sie verpuppen sich in der Erde in einem Erdkokon. Sie gelten in der Literatur als „Mordraupen“, da sie andere Raupen fressen.

## Anmerkung
1. ↑  Das Geschlecht der Gattung Eugnorisma ist neutrum (von griech. το γνώρισμα, Kennzeichen, Merkmal); die Endung muss entsprechend angepasst werden